# Hamza Ghatas
Hamza Ghatas, né le 8 avril 1994 à Kénitra, est un footballeur marocain évoluant au poste d'attaquant au Moghreb Atlético Tetuán.

## Biographie
Avec l'équipe du KAC de Kénitra, il joue 43 matchs en première division marocaine, inscrivant deux buts.

## Palmarès
- Champion du Maroc de D2 en 2018 avec l'AS Salé